# Fernando Fuenzalida Vollmar
Fernando Fuenzalida Vollmar (Lima, Perú, 6 de enero de 1936 - 14 de abril de 2011) fue un reconocido antropólogo, escritor y filósofo peruano. También fue catedrático en la Escuela de Antropología de la Universidad Nacional Mayor de San Marcos.

## Biografía
Fernando Fuenzalida realizó sus estudios de primaria y secundaria en el Colegio de La Inmaculada de los Jesuitas en Lima, se graduó en la promoción 1953. Estudió Filosofía, Etnología y Arqueología en la Universidad Nacional Mayor de San Marcos. 
Se licenció en Antropología, Etnología y Arqueología por la Universidad de San Marcos y Universidad Católica del Perú. Ha hecho candidatura al PhD en Ciencias Sociales en la Universidad de Mánchester, ha llevado cursos sobre antropología física y arqueología mediterránea en las Universidades de Varsovia y Lodz. Obtuvo, también, diplomas de la Fiscalía de la Nación Peruana en temas de criminología y derechos.

## Docencia e investigación
Durante su trayectoria profesional ha sido docente en varias universidades nacionales y privadas en el Perú y en el extranjero, siendo algunas de ellas las siguientes: Universidad Nacional Mayor de San Marcos, Universidad Católica del Perú, Universidad del Pacífico, y otras. Ha realizado investigaciones y publicaciones sociológicas y etnográficas de profundidad en las principales regiones de los Andes peruanos, siendo autor de publicaciones sobre temas vinculados con la estructura y dinámica de las comunidades campesinas y nativas, la economía nativa en transición, la violencia en sus diferentes manifestaciones y la estructura del poder en tales medios. 
Ha sido profesor de la Academia Diplomática del Perú y centros de estudios militares: Fuerza Aérea del Perú y Marina de Guerra del Perú.
Como docente, investigador y asesor de las fuerzas armadas peruanas, ha venido trabajando temas y enfoques sobre medio ambiente, calentamiento climático, riesgos y desastres, elementos geoestratégicos y de geopolítica, seguridad y defensa nacional; así como, sobre el análisis de las amenazas y vulnerabilidades, riegos naturales y sociales con la finalidad de construir estrategias de prevención y atención de riesgos y desastres.

## Cargos
Ha llegado a ser el primer civil en el Perú que ocupó el cargo de Director del Centro de Altos Estudios Nacionales del Perú (CAEN, 2005), Ex Centro de Altos Estudios Militares CAEM. Desde los años 1970 en adelante se ha desempeñado en diferentes cargos oficiales de gobierno y asesoría ministerial en los Ministerios de: Justicia, Defensa, Educación, Interior, Salud, Industrias, y otros. Ha sido director de la Escuela Nacional de la Contraloría de la República y la Escuela de Fiscales del Ministerio Público. Formó parte de la Comisión Mario Vargas Llosa para investigar la masacre del caso Uchurajay (1983-1984). Ha sido miembro del Consejo Nacional Anticorrupción de la Fiscalía General de la República. Fue miembro del Consejo Ético del Deber de la Presidencia del Consejo de Ministros (PCM), que promueve la Campaña del Deber en el país. Ha presidido la Comisión de la Fiscalía General de la Nación para la Revisión de los Expedientes de la Comisión de la Verdad y la Reconciliación (2004). Ha sido miembro del Grupo Internacional Humanismo y Gestión del HEC Montreal. Fue asociado a la Oficina Peruana de Himalandes Organismo Antropológico para el Intercambio Tecnológico Andes Himalaya. Ha sido Secretario General del Congreso Mundial de Americanistas en 1970 y Vicepresidente del Consejo Mundial de Americanistas en 1972. Fue miembro vitalicio y permanente del Consejo Mundial de Americanistas.

## Actividad política
Fue uno de los fundadores del Partido País Posible (posteriormente llamado Perú Posible) junto con Alejandro Toledo y postuló al Congreso en 1995. Se ha destacado en el ámbito académico internacional por ser un reconocido investigador de temas agrarios, étnicos, políticos y religiosos. Sus principales discípulos son Eduardo Hernando Nieto, filósofo neoconservador, seguidor de la teoría política de Carl Schmitt y el escritor Enrique Prochazka.
Ha escrito otras obras, bastante reconocidas. Fue director del Centro de Altos Estudios Nacionales (CAEN) entre el 2004 y el 2005. Fue candidato al Parlamento Andino por el Partido Aprista Peruano en las elecciones generales del 2006.
Fue Representante Parlamentario de la República del Perú en condición de suplente del Parlamento Andino de la CAN. Fue consultor de la Secretaría Técnica del Acuerdo Nacional del Perú, se desempeñó como asesor en materia de medio ambiente, cambio climático y prevención de riesgos y desastres en el Consejo Nacional de Medio Ambiente del Perú (CONAM); y fue consultor del Centro María Elena Moyano en materia de gestión de proyectos sobre medio ambiente, calentamiento global y prevención de riesgos y desastres.

## Publicaciones
- La Agonía del Estado Nación, Fondo Editorial del Congreso Nacional de la República, 1998-1999
- 1995. Métier et Société, L'Agora --Métier et Management, Groupe Humanisme & Gestión, HEC, CETAI, Montreal.
- 1992. La Cuestión del Mestizaje Cultural y la Educación en el Perú de nuestros días 	1992-1993	Antropológica, PUCP, Lima.
- 1995. Tierra Baldía. la Crisis del Consenso Secular en la Sociedad Postmoderna (Lima: Australis Editores)
- 1992. Hacia una moderna redefinición de la cultura para fines del desarrollo (PUCP-FONCIENCIAS)
- 1969. Estructuras Tradicionales y Economía de Mercado (Lima: Instituto de Estudios Peruanos)
- 1969. Dominación y Cambios en el Perú (Lima: Instituto de Estudios Peruanos)
- 1970. El Campesino en el Perú (Lima: Instituto de Estudios Peruanos)
- 1970. Las Comunidades Campesinas del Perú Contemporáneo. Contribución al Atlas Nacional del Perú (Instituto Nacional de Planificación)
- 1970. El Indio y el Poder en el Perú (Lima: Instituto de Estudios Peruanos)
- 1976. Las Ciencias Sociales (Lima: Universo)
- 1980 (1965). Santiago y el Wamani: aspectos de un culto pagano (Lima: PUCP)[4]
- 1980. Cristo pagano de los Andes: una cuestión de identidad (Lima PUCP)
- 1982. El desafío de Huayopampa. Comuneros y empresarios (Lima, Instituto de Estudios Peruanos)
- 1983. Ucchurajay (en colaboración con Mario Vargas Llosa), sobre problemas de violencia rural y terrorismo, (Lima: Secretaría de Prensa de la Presidencia de la República del Perú)
- 1986. Lima: Ciudad Abierta. Sobre cuestiones de estructura social, migración interna y desarrollo urbano. Lima, Universidad del Pacífico
- 1987. Utopía e Infamia del Indigenismo (Lima: PUCP)
- 1987. La Antropología en el Siglo XXI (Lima: PUCP)
- 1989. Desarrollo, Informalidad y Anomia en el Perú Contemporáneo (Montreal Canadá: EHEC)
- 1989. Pobreza crítica y cultura en el Perú. Lima: PNUD, Instituto Nacional de Planificación.
- 1990. Educación y Modernidad. Lima: Página Libre
- Colonialismo Interno y Burocracia: la resistencia del Estado Peruano al Desarrollo, Bogotá, Oveja Negra, 1990;
- Uso y abuso de la Antropología en el Perú contemporáneo. 1991	Montreal Canadá, EHEC
- Pacífico Mar del Sur o Mare Nostrum: el nuevo pivote Geopolítico de la historia. Santiago de Chile, revista Ciudad de los Césares, Año XII, Nº58 Sept-Nov 2000. Archivo Eurasia. Internet.
- Sudamérica y la Cuenca del Pacífico, Consideraciones sobre Seguridad y Defensa. Santiago de Chile, revista Ciudad de los Césares, Año XIII, Número 60, Sept-Oct 2001. Revista de la Academia Diplomática del Perú, Lima n.°64, abril/junio de 2001.
- La Nueva Geopolítica Eurasista. Los rusos invitan a pasar al medio juego en el gran tablero de Brzezinski. Santiago de Chile, revista Ciudad de los Césares, Año XIV, N°63, julio-agosto de 2002;
- La Verdad: Primera Víctima, en Abraham Ramírez Lituma, Saddam, La Cruzada interminable, Mari vi Ediciones S.A., Lima, 2003
- De la Verdad Espiritual del Herem, la Cruzada y el Jihad, en Abraham Ramírez Lituma, Saddam, La Cruzada interminable, Mari vi Ediciones S.A., Lima, 2003

### En recopilaciones
- Perú: Hoy. Conjuntamente con Jorge Bravo Bresani, Julio Cotler, Alberto Escobar, José Matos Mar, Augusto Salazar Bondy. Barcelona, 1971. Buenos Aires, México, Siglo XXI Editores S.A., 1975;
- El Perú en los albores del siglo XXI-3 (1998/1999). Conjuntamente con Luis Alva Castro, Juan Luis Cipriani Thorne, Gustavo Gutiérrez, Hurtado Miller. Lima, Fondo Editorial del Congreso del Perú, 2000, ISBN 9972-755-20-7. (Recopila trabajos presentados por destacados intelectuales durante el ciclo de conferencias correspondiente al período 1998-1999).

## Investigaciones
- Investigador en el Instituto Francés de Estudios Andinos, bajo la dirección del profesor Henri Favre de la Universidad de París (1964-65).
- Investigador Principal en el Instituto de Estudios Peruanos, IEP. Antes, en el mismo Instituto, asistente de investigaciones del profesor William White de la Universidad de Cornell (1964-1970).
- Investigador y Jefe del Arca de Sociología en el Instituto Psicopedagógico Nacional del Perú, bajo la dirección del Dr. Luis Felipe Alarco de la UNMSM (hasta 1969).
- Research Associate y profesor Visitante en el Departamento de Antropología Social, Sociología y Economía de la Universidad de Mánchester, Inglaterra. Co-profesor de la misma Facultad en colaboración con el profesor Bryan Roberts de la Universidad de Mánchester (1967-1968).
- Investigador Principal en el Centro de Capacitación y Promoción para el Desarrollo, Lima Perú, en asociación con el profesor François Bourricaud de la Universidad de París, exministro de Educación de la República Francesa (1986 a 1990).
- Investigador Principal en el Centro de Estudios Sociales y Económicos (1986 a 1990).
- Director del Centro de Asesoría Laboral y Social SOCIAL-CONSULT, Lima, Perú (hasta 1974).
- Becario, consultor y conferencista en proyectos específicos para diversas fundaciones científicas como la Ford Foundation, la Wenner Gren y otros, organismos internacionales y universidades.
- Consultor del BID, OEA, UNFDAC, UNICEF, Organización de Estados Iberoamericanos. University of Manchester, University of Cornell, Universidad Autónoma de México, Instituto Indigenista Interamericano.
- Consultor e investigador para PROMPERU
- Consultor de la Oficina de Planeamiento y Estrategia del Ministerio de Educación de la República del Perú. ONGs como el CEIS de Roma y otros.